# Mizerit
Mizerit je priimek več znanih Slovencev:
- Edvard Mizerit (1906—?), profesor in kulturni delavec
- Davor Mizerit (*1981), veslač
- Klaro Marija Mizerit (1914—2007), dirigent in skladatelj
- Martin Mizerit (1904—1967), kulturni in prosvetni delavec v Argentini